# Belle e Sebastien (serie animata)
Belle e Sebastien (Belle et Sébastien) è una serie animata televisiva franco-canadese prodotta in computer grafica da Gaumont Animation e Groupe PVP composta da 52 episodi della durata di 12 minuti ciascuno. La serie è stata trasmessa in Canada dal 9 settembre 2017 sul canale Ici Radio-Canada Télé.
In Italia la serie è stata trasmessa in prima visione dal 15 dicembre 2018 su Rai Gulp saltando otto episodi; questi ultimi sono stati recuperati dopo aver trasmesso l'intera serie.

## Trama
Basata sull'omonimo romanzo di Cécile Aubry, vengono narrate le avventure dei due protagonisti con riferimenti odierni.

## Personaggi
Sebastien
Doppiato da Giulia Santilli (italiano)

Belle
Doppiata da ? (italiano)

Angelina
Doppiata da Giulia Tarquini (italiano)

Caspar
Doppiato da Dario Oppido (italiano)

Adele
Doppiata da Luna Iansante (italiano)

Cameron
Doppiato da Leonardo Caneva (italiano)

Elaina
Doppiata da Monica Migliori (italiano)

Gabriel
Doppiato da Giulio Pierotti (italiano)

Roberta
Doppiata da Alessandra Chiari (italiano)

## Episodi
| N° | Titolo italiano                | Titolo originale                 | Data Canada       | Data Italia      |
| -- | ------------------------------ | -------------------------------- | ----------------- | ---------------- |
| 1  | Il drago bianco                | Le dragon blanc                  | 9 settembre 2017  | 15 dicembre 2018 |
| 2  | La capretta curiosa            | Le cabri curieux                 | 10 settembre 2017 | 15 dicembre 2018 |
| 3  | L'intrepido Sonny              | Soren sans peur                  | 17 settembre 2017 | 12 maggio 2019   |
| 4  | La promessa                    | La promesse                      | 6 gennaio 2018    | 16 dicembre 2018 |
| 5  | Belle cane pastore             | Belle, chien de berger           | 11 novembre 2017  | 16 dicembre 2018 |
| 6  | Montanari selvaggi             | Le sauvage des montagnes         | 16 settembre 2017 | 17 dicembre 2018 |
| 7  | Corsa contro il treno          | Course contre le train           | 23 settembre 2017 | 15 maggio 2019   |
| 8  | Scuola di montagna             | L'école de la montagne           | 24 settembre 2017 | 29 aprile 2019   |
| 9  | In trappola                    | Pris au piège                    | 30 settembre 2017 | 17 dicembre 2018 |
| 10 | Momenti di gelo                | En froid                         | 19 novembre 2017  | 18 dicembre 2018 |
| 11 | Il segreto di Angelina         | Le secret d'Angelina             | 24 marzo 2018     | 17 maggio 2019   |
| 12 | La bella e il carlino          | La Belle et le Carlin            | 15 ottobre 2017   | 18 dicembre 2018 |
| 13 | Il passaggio segreto           | Passage secret                   | 1 ottobre 2017    | 19 dicembre 2018 |
| 14 | Il nuovo Cameron               | Le nouveau Caméo                 | 7 ottobre 2017    | 19 dicembre 2018 |
| 15 | Senza paura                    | Peur blanche                     | 8 ottobre 2017    | 20 dicembre 2018 |
| 16 | Gelosia                        | Jalouse?                         | 14 ottobre 2017   | 20 dicembre 2018 |
| 17 | Vota Belle!                    | Votez Belle!                     | 21 ottobre 2017   | 21 dicembre 2018 |
| 18 | Un paese perfetto              | Un village presque parfait       | 28 ottobre 2017   | 21 dicembre 2018 |
| 19 | Il patto                       | Le pacte                         | 4 novembre 2017   | 22 dicembre 2018 |
| 20 | Il rifugio del Grande Arco     | Le refuge du Grand Baou          | 5 novembre 2017   | 22 dicembre 2018 |
| 21 | Il Monte Velato                | Le mont effacé                   | 22 ottobre 2017   | 23 dicembre 2018 |
| 22 | Paura alla locanda             | Grabuge à l'auberge              | 29 ottobre 2017   | 23 dicembre 2018 |
| 23 | La vetta senza nome            | Le pic sans nom                  | 12 novembre 2017  | 24 dicembre 2018 |
| 24 | La missione di Angelina        | Mission Angelina                 | 18 novembre 2017  | 24 dicembre 2018 |
| 25 | La grande gara nordica         | La grande nordique               | 17 dicembre 2017  | 25 dicembre 2018 |
| 26 | L'orso bianco                  | La légende de l'ours blanc       | 2 dicembre 2017   | 26 maggio 2019   |
| 27 | Casa dolce casa                | L'appel du cœur                  | 9 dicembre 2017   | 26 maggio 2019   |
| 28 | Il cane malato                 | Malade comme un chien            | 7 gennaio 2018    | 25 dicembre 2018 |
| 29 | Silenzio stampa                | Tête de Lynette                  | 26 novembre 2017  | 27 maggio 2019   |
| 30 | L'aquila nera                  | L'aigle noir                     | 3 dicembre 2017   | 28 maggio 2019   |
| 31 | Il diario di Caspar            | Le carnet de César               | 25 novembre 2017  | 26 dicembre 2018 |
| 32 | Corsa alla vetta               | Au sommet                        | 21 gennaio 2018   | 29 aprile 2019   |
| 33 | Il primo incontro: i fuggitivi | Première rencontre: la fugue...  | 13 gennaio 2018   | 29 aprile 2019   |
| 34 | Il primo incontro: la caccia   | Première rencontre: la traque... | 14 gennaio 2018   | 30 aprile 2019   |
| 35 | La ricerca scolastica          | Le devoir                        | 20 gennaio 2018   | 1 maggio 2019    |
| 36 | Incendio in montagna           | La montagne en feu               | 16 dicembre 2017  | 1 maggio 2019    |
| 37 | Una buona stella               | Sous une bonne étoile            | 27 gennaio 2018   | 2 maggio 2019    |
| 38 | Giornata di lavoro             | La grande corvée                 | 10 dicembre 2017  | 2 maggio 2019    |
| 39 | Bei ricordi                    | Les beaux souvenirs              | 3 febbraio 2018   | 3 maggio 2019    |
| 40 | Una minaccia invisibile        | La menace invisible              | 3 marzo 2018      | 4 maggio 2019    |
| 41 | Vertigini                      | Le vertige de Sébastien          | 4 febbraio 2018   | 4 maggio 2019    |
| 42 | Attenti al lupo!               | Loup-garou                       | 28 gennaio 2018   | 5 maggio 2019    |
| 43 | L'inseguimento                 | À l'assaut                       | 14 aprile 2018    | 5 maggio 2019    |
| 44 | Un braccialetto prezioso       | Le bracelet d'Adèle              | 10 marzo 2018     | 6 maggio 2019    |
| 45 | Il rifugio felice              | Le paradis ne répond plus        | 11 marzo 2018     | 6 maggio 2019    |
| 46 | La grande siccità              | La grande soif                   | 4 marzo 2018      | 7 maggio 2019    |
| 47 | Mamma cercasi                  | Mal de mère                      | 17 marzo 2018     | 8 maggio 2019    |
| 48 | Parassiti                      | Parasites                        | 25 marzo 2018     | 8 maggio 2019    |
| 49 | Un cagnolino vivace            | Vitamine                         | 31 marzo 2018     | 9 maggio 2019    |
| 50 | L'amuleto                      | L'amulette de Saint-Martin       | 1 aprile 2018     | 9 maggio 2019    |
| 51 | Un camoscio disperato          | Un chamois aux abois             | 7 aprile 2018     | 10 maggio 2019   |
| 52 | Piccola guida alpina           | Petite guide de haute montage    | 8 aprile 2018     | 11 maggio 2019   |

## Sigla
La sigla d'apertura Belle et Sébastien è scritta, composta ed eseguita da Béatrice Martin anche nota con il nome d'arte di Cœur de pirate.